# Engelepogon keiseri
Engelepogon keiseri là một loài ruồi trong họ Asilidae. Engelepogon keiseri được Tsacas miêu tả năm 1967. Loài này phân bố ở vùng Cổ Bắc giới.